# Цзишуй (Цзиань)
Цзишу́й (кит. упр. 吉水, пиньинь Jíshuǐ) — уезд городского округа Цзиань провинции Цзянси (КНР).

## История
Уезд был выделен из уезда Лулинь в 950 году, когда эти места входили в состав государства Южная Тан. После монгольского завоевания и образования империи Юань уезд был в 1295 году поднят в статусе до области, но после свержение власти монголов и провозглашения империи Мин область была вновь понижена в статусе до уезда.
После образования КНР в 1949 году был создан Специальный район Цзиань (吉安专区), и уезд вошёл в его состав. В мае 1968 года Специальный район Цзиань был переименован в Округ Цзинганшань (井冈山地区). В 1979 году Округ Цзинганшань был переименован в Округ Цзиань (吉安地区).
Постановлением Госсовета КНР от 11 мая 2000 года округ Цзиань был преобразован в городской округ Цзиань.

## Административное деление
Уезд делится на 15 посёлков и 3 волости.

## Экономика
Развиты сельское хозяйство (рапс) и зелёный туризм. 